# Renault Latitude
Pour les articles homonymes, voir Latitude (homonymie).
La Renault Latitude est une berline routière du constructeur automobile Renault, produite de 2010 à 2015.
Étroitement dérivée de la Samsung SM5 III de Renault Samsung Motors, elle est produite par ce dernier, en Corée du Sud.

## Présentation

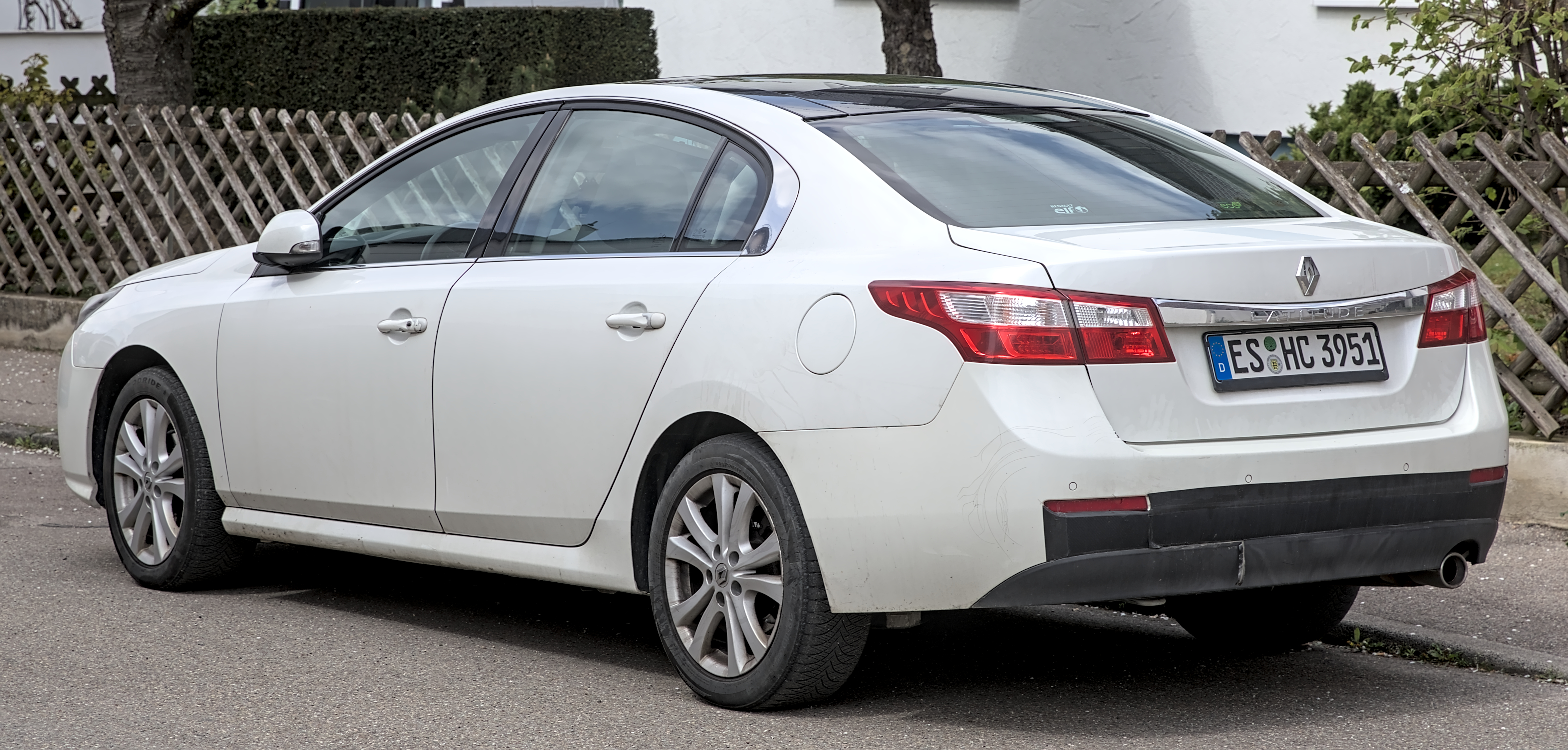
Renault Latitude Phase I

La Latitude remplace la Vel Satis en tant que berline haut de gamme du constructeur. 
Le tableau de bord, différent de la SM5 (qui utilise celui de la Renault Laguna III), est le même que celui de la Samsung SM7 et de la Renault Talisman I, non-commercialisée en Europe.
En France, elle n'a été vendue qu'en diesel, avec trois moteurs, 2l 150 ch avec boîte manuelle à 6 vitesses, 2l 175ch et 3l V6 240ch avec boîte de vitesses automatique à 6 rapports. 
En 2015, elle est remplacée par la Renault Talisman. 

### Renault Safrane III
Le véhicule est aussi connu, dans les pays du Golfe et au Mexique sous le nom de Renault Safrane. 

Cette version est plus proche de la SM5 que de la Latitude, puisqu'elle conserve le tableau de bord de la Samsung SM5 et de la Renault Laguna III.

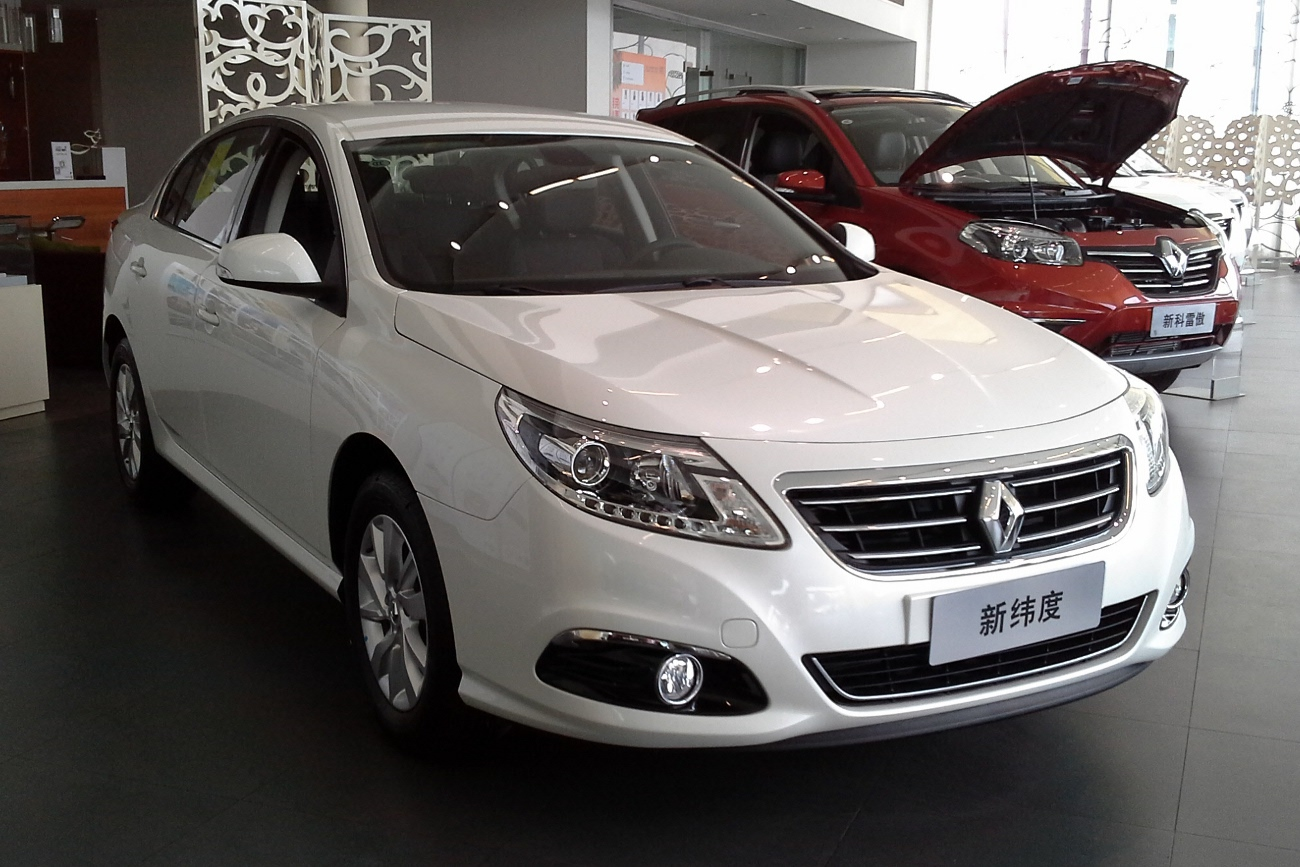
La Renault Latitude phase II en Chine.

Ce modèle est également vendue en Chine mais y reprend le nom de Renault Latitude. 
En 2013, les modèles destinés à ces marchés reçoivent un restylage, reprenant notamment le design de la Samsung SM5 Platinum,.

## Ventes
- Europe[5],[6],[7]

| Année  | 2010 | 2011   | 2012  | 2013 | 2014 | 2015 | 2016 | Total  |
| ------ | ---- | ------ | ----- | ---- | ---- | ---- | ---- | ------ |
| Ventes | 268  | 10 718 | 2 338 | 631  | 508  | 83   | 1    | 14 547 |

- Argentine. Retrait en 2014 après la vente de 552 exemplaires avec les moteurs 2.0 143 ch et 3.5 V6 de 240 ch[8].

| Année  | 2011 | 2012 | 2013 | 2014 | Total |
| ------ | ---- | ---- | ---- | ---- | ----- |
| Ventes | 208  | 295  | 48   | 1    | 552   |